# Proper Dose
Proper Dose es el cuarto álbum de estudio de la banda estadounidense de pop punk The Story So Far. Fue lanzado el 21 de septiembre de 2018, a través de Pure Noise Records. Este fue su último álbum de la banda con el bajista Kelen Capener, quien anunció su salida en 2022.

## Antecedentes
Proper Dose se grabó en The Panda Studios en Fremont, California, y The Farm Studios en Gibsons, Columbia Británica. Sam Pura se desempeñó como productor e ingeniero con la ayuda de Tyler Shane Rodríguez, Karl Dicaire y Ryan Ellery. El baterista de la banda, Ryan Torf, hizo ingeniería adicional en las pistas. Eric Valentine mezcló las grabaciones con la ayuda de Michael Carrey en Studio Topangadise en Topanga, California, antes de que Brian Gardner masterizara el álbum en Lake Arrowhead, California.

## Lanzamiento y promoción
Antes del lanzamiento del álbum, se lanzaron dos sencillos el 20 de agosto de 2018: "Upside Down" y "Take Me as You Please". El 21 de septiembre se lanzó un vídeo musical de "Upside Down". Proper Dose vendió 18.248 copias puras en su primera semana de lanzamiento y debutó en el puesto 19 en la lista Billboard 200. En abril de 2019, la banda realizó una gira por Australia con Basement.

## Lista de canciones
Todas las canciones escritas por The Story So Far. 

| N.º | Título                  | Duración |  |
| 1.  | «Proper Dose»           | 2:20     |  |
| 2.  | «Keep This Up»          | 2:27     |  |
| 3.  | «Out of It»             | 2:38     |  |
| 4.  | «Take Me as You Please» | 3:43     |  |
| 5.  | «Let It Go»             | 2:48     |  |
| 6.  | «Upside Down»           | 3:51     |  |
| 7.  | «If I Fall»             | 3:27     |  |
| 8.  | «Need to Know»          | 2:52     |  |
| 9.  | «Line»                  | 2:37     |  |
| 10. | «Growing on You»        | 3:17     |  |
| 11. | «Light Year»            | 3:33     |  |

## Posicionamiento en lista
| Lista (2018)                    | Posición |
| ------------------------------- | -------- |
| Australian albums (ARIA)        | 55       |
| Escocia (Scottish Albums Chart) | 50       |
| Estados Unidos (Billboard 200)  | 19       |
| Reino Unido (UK Albums Chart)   | 66       |

## Personal
The Story So Far
- Parker Cannon - voz
- William Levy - guitarra rítmica
- Kevin Geyer - guitarra principal
- Kelen Capener – bajo
- Ryan Torf - batería